# كالوم درايفر
كالوم درايفر (بالإنجليزية: Callum Driver)‏ (23 أكتوبر 1992 بلندن في المملكة المتحدة - ) هو لاعب كرة قدم بريطاني في مركز الدفاع. لعب مع وست هام يونايتد وميدستون يونايتد ونادي دارتفورد ونادي بيرتن ألبيون ونادي وايتهوك.

## وصلات خارجية
- كالوم درايفر على موقع قاعدة بيانات كرة القدم.إي يو (الإنجليزية)
- كالوم درايفر على موقع Soccerbase.com (لاعب) (الإنجليزية)
- كالوم درايفر على موقع Soccerway.com (الإنجليزية)